# Diecezja Toledo (Stany Zjednoczone)
Diecezja Toledo (łac. Dioecesis Toletana in America, ang. Diocese of Toledo) jest diecezją Kościoła rzymskokatolickiego w północno-zachodniej części stanu Ohio.

## Historia
Diecezja została kanonicznie erygowana 15 kwietnia 1910 roku przez papieża Piusa X. Wyodrębniono ją z diecezji Cleveland. Pierwszym ordynariuszem został kapłan pochodzenia niemieckiego, dotychczasowy biskup pomocniczy Grand Rapids Joseph Schrembs (1866-1945).

## Ordynariusze
- Joseph Schrembs (1911–1921)
- Samuel Stritch (1921–1930)
- Karl Joseph Alter (1931–1950)
- George John Rehring (1950–1967)
- John Anthony Donovan (1967–1980)
- James Robert Hoffman (1980–2003)
- Leonard Blair (2003–2013)
- Daniel Thomas (od 2014)

## Parafie
- Parafia św. Wojciecha w Toledo